# Oleksandrivka (communauté territoriale de Kramatorsk)
Oleksandrivka (ukrainien : Олександрівка, russe : Александровка) est une commune urbaine de l'oblast de Donetsk, en Ukraine. Elle dépend du raïon de Kramatorsk, ainsi que de la communauté urbaine de cette même ville. Elle compte 422 habitants en 2021.

## Géographie
La commune se situe sur la rive sud de la rivière Maïatchka, près de sa confluence avec le Kazenny Torets, dans le bassin versant de la rivière Donets, principal affluent du fleuve Don. Elle fait face aux communes urbaines de Chabelkivka et de Iasna Poliana, sur l'autre rive de la Maïatchka, dans la périphérie ouest de la ville de Kramatorsk. Elle se trouve à 85 km au nord-ouest de la ville de Donetsk.